# Fäktning vid olympiska sommarspelen 1896
Vid olympiska sommarspelen 1896 avgjordes tre grenar i fäktning och hölls mellan 7 och 9 april 1896 på Zappeion. Antalet deltagare var femton tävlande från fyra länder.

## Medaljfördelning
| Medaljfördelning |           |      |        |       |        |
| Placering        | Nation    | Guld | Silver | Brons | Totalt |
| 1                | Grekland  | 2    | 1      | 1     | 4      |
| 2                | Frankrike | 1    | 2      | 0     | 3      |
| 3                | Danmark   | 0    | 0      | 1     | 1      |

## Medaljörer

### Herrar
| Gren                                | Guld                                | Silver                          | Brons                                       |
| Florett Detaljer...                 | Eugène-Henri Gravelotte · Frankrike | Henri Callot · Frankrike        | Periklis Pierrakos-Mavromichalis · Grekland |
| Florett för fäktmästare Detaljer... | Leonidas Pyrgos · Grekland          | Joanni Perronet · Frankrike     | Ingen                                       |
| Sabel Detaljer...                   | Ioannis Georgiadis · Grekland       | Tilemachos Karakalos · Grekland | Holger Nielsen · Danmark                    |

## Deltagande nationer
Totalt deltog femton fäktare från fyra länder vid de olympiska spelen 1896 i Aten.
| - Danmark (1) - Frankrike (4) - Grekland (9) - Österrike (1) |